# Bacchisa siamensis
Bacchisa siamensis là một loài bọ cánh cứng trong họ Cerambycidae.